# Un funeral de mort
Un funeral de mort (títol original en anglès, Death at a Funeral) és una pel·lícula de comèdia negra del 2007 dirigida per Frank Oz. El guió de Dean Craig se centra en una família que intenta resoldre una varietat de problemes mentre assisteixen al funeral del patriarca. S'ha doblat al català central i al valencià.
El director Frank Oz va guanyar el Premi del Públic tant al Festival d'Arts de la Comèdia dels Estats Units com al Festival Internacional de Cinema de Locarno.

## Repartiment
- Matthew Macfadyen com a Daniel
- Rupert Graves com a Robert
- Andy Nyman com a Howard
- Kris Marshall com a Troy
- Peter Dinklage com a Peter
- Keeley Hawes com a Jane
- Daisy Donovan com a Martha
- Alan Tudyk com a Simon
- Ewen Bremner com a Justin
- Peter Vaughan com a Uncle Alfie
- Thomas Wheatley com a The Reverend
- Jane Asher com a Sandra
- Peter Egan com a Victor